# 濟寧戰鬥
濟寧戰鬥發生於1928年4月16日－4月21日，交戰地點則是在中國魯南，是中華民國北洋政府時期的戰鬥之一。濟寧戰鬥的交戰雙方，一方為國民革命軍，另一方北洋孫傳芳軍。交戰後，孫傳芳於濟寧駐軍(五個軍)，退出濟寧。

## 參看
- 中華民國北洋政府時期內戰戰鬥列表